# Петрачкова, Валентина Тимофеевна
Валентина Тимофеевна Петрачкова (21 мая 1939, Рудня, Смоленская область, СССР — 20 сентября 2021, Витебск, Белоруссия) —   белорусская и советская актриса; заслуженная артистка Белорусской ССР (1984).

## Биография
Окончила студию Белорусского театра имени Якуба Коласа. С 1958 года работала в Белорусском национальном академическом драматическом театре имени Якуба Коласа.

## Роли в театре
- Евга Бабук («Колокола Витебска». Короткевича),
- Галчиха («Без вины виноватые» А. Островского),
- Анна («Вечер» А. Дударева),
- Луиза («Будьте здоровы!» П. Шено),
- Кулина («Залеты» В. Дунина-Марцинкевича),
- Лика («Московский хор» Л. Петрушевской),
- Старуха («Стулья» Э. Ионеско),
- Памела («Дорогая Памела Кронки!» Д. Патрика),
- Филицета («Правда — хорошо, а счастье лучше» А. Островского),
- Евдокия Филипповна («За двумя зайцами» М. Старицкого),
- Ученица («Последние свидетели» С. Алексиевич),
- Бабушка Ксения («Шишок» А.Александрова).

## Фильмография
- 1981 — Полесская хроника: Люди на болоте — Дарья
- 1982 — Новая земля — эпизод
- 1985 — Тревоги первых птиц — колхозница
- 1986 — Знак беды — Ефимиха
- 1986 — Охота на последнего журавля
- 1990 — Плач перепёлки — Палага Хохлова
- 1991 — Красный остров — соседка / прислуга
- 1992 — Белые одежды (Беларусь, Россия) — учительница
- 1994 — Будулай, которого не ждут — Макарьевна, квартирная хозяйка Насти
- 2001 — В августе 44-го… (Россия, Беларусь) — жена Свирида
- 2001 — Свяжына с салютом (Беларусь) — Ганна